# Валь-де-Марн
Валь-де-Марн (фр. Val-de-Marne, дослівно «Долина Марни») — невеликий за площею, але густонаселений департамент на півночі центральної частини Франції, один із департаментів регіону Іль-де-Франс.
Порядковий номер 94. Адміністративний центр — Кретей. Населення 1,256 млн осіб (11-те місце серед департаментів, дані 1999 р.). 

## Географія
Площа території 245 км².
Через департамент, розташований безпосередньо на півдні та південному сході від Парижа, протікають річки Сена і її притока Марна.
Департамент об’єднує три округи, 49 кантонів і 47 комун. 

## Історія
Департамент Валь-де-Марн був утворений 1 січня 1968 р., об’єднавши частини території колишніх департаментів Сена (29 комун) і Сена і Уаза (18 комун). Назва походить від річки Марна.